# شهرستان شیانگفن
شهرستان شیانگفن (به لاتین: Xiangfen County) یک شهرستان‌های جمهوری خلق چین در چین است که در لینفن واقع شده‌است. شهرستان شیانگفن ۱٬۰۳۴ کیلومتر مربع مساحت و ۵۰۰٬۰۰۰ نفر جمعیت دارد.